# Mallada basalis
Mallada basalis is een insect uit de familie van de gaasvliegen (Chrysopidae), die tot de orde netvleugeligen (Neuroptera) behoort. 
Mallada basalis is voor het eerst wetenschappelijk beschreven door Francis Walker in 1853.